# Kaliczky Katalin
Kaliczky Katalin (Budapest, 1950. április 1.–) iparművész, bőripari formatervező.

## Pályája
1968-ban a Képző- és Iparművészeti Gimnáziumban érettségizett. 1973-ban diplomázott a Magyar Iparművészeti Főiskolán. 1973 és 1991 között több díszműipari vállalatnál bőripari formatervező, terveiből több százezres szériákat gyártottak le. 1991 óta önállóan dolgozik. 1973 és 1987 között több mint 30 értékes díjat nyert a különböző országos bőrdíszműipari kiállításokon. 2010-ben Ferenczy Noémi-díjat kapott.